# Leopold Schöggl
Leopold Schöggl (* 14. November 1951 in Leoben) ist ein österreichischer Politiker (FPÖ). Schöggl war Abgeordneter zum Nationalrat und Landeshauptmann-Stellvertreter in der Steiermark.

## Leben
Leopold Schöggl besuchte von 1958 bis 1970 die Volksschule und ein Realgymnasium. Danach absolvierte er 1970/71 den Präsenzdienst. Schöggl studierte von 1970 bis 1978 an der Montanuniversität Leoben und schloss sein Studium mit dem akademischen Grad Dipl.-Ing. ab.
Schöggl arbeitete nach dem Studium zunächst zwischen 1978 und 1979 als Sachbearbeiter am Österreichischen Gießerei-Institut Leoben und war von 1979 bis 1986 Betriebsassistent bei der Voestalpine. Er stieg von 1986 bis 1991 zum Werksleiter der Firma TEGA Technische Gase GmbH auf und war ab 1991 Kesselprüfer und Auditor beim Technischen Überwachungsverein-Österreich (TÜV). Nach dem Ausscheiden aus der Politik 2005 erfolgte der Wiedereintritt in die TÜV AUSTRIA AG. Bis zur Pensionierung am 2. Februar 2017 bekleidete Schöggl die Funktionen des Prokuristen der TÜV AUSTRIA SERVICES GmbH und des Leiters des Geschäftsbereichs Werkstofftechnik.

### Politik
Schöggl war von 1990 bis 1993 sowie 1995 Gemeinderat in Kindberg und vertrat die FPÖ zwischen dem 7. November 1994 und dem 14. November 2000 im Nationalrat (Österreich). Am 7. November 2000 wurde er vom Landtag Steiermark als 2. Landeshauptmann-Stellvertreter in die Landesregierung Klasnic II gewählt. Die FPÖ war auf Grund des herrschenden Proporzes in der Regierung vertreten. Schöggl übernahm in der Regierung die Ressorts Infrastruktur, Forschung, Energie und Brauchtum.
Innerparteilich war Schlöggl ab 1990 Mitglied der Bezirksparteileitung der FPÖ Mürzzuschlag, zwischen 1994 und 2000 Mitglied des Landesparteivorstandes sowie zwischen 2000 und 2006 Landesparteiobmann der FPÖ Steiermark.
Nachdem sich 2005 das BZÖ von der FPÖ abgespalten hatte, traten fünf der sieben FPÖ-Landtagsabgeordneten zum BZÖ über. Schöggl blieb hingegen FPÖ-Mitglied und verfehlte mit der FPÖ bei der Landtagswahl in der Steiermark 2005 ebenso wie das BZÖ den Einzug in den Landtag. In der Folge trat Schöggl als Landesparteiobmann der Steiermark zurück und wurde von Gerhard Kurzmann abgelöst.
Bei der Gemeinderatswahl 2015 wurde er als Vertreter der FPÖ wieder in den Gemeinderat von Kindberg gewählt. Das schlechte Abschneiden der FPÖ bei der Gemeinderatswahl 2020, bei der Schöggl als Spitzenkandidat antrat, führte zum Rücktritt und Rückzug aus der Politik.

### Privates
Schöggl ist verheiratet und Vater zweier Kinder. 1972 wurde er Mitglied des Corps Erz. und ist seit 1980 auch Mitglied der „Oberlandler Leoben“.

## Ehrungen
- 2005 Großes Goldenes Ehrenzeichen des Landes Steiermark
- 2005 Ehrenbürgerschaft der Montanuniversität Leoben
- 2006: Großes Goldenes Ehrenzeichen mit dem Stern für Verdienste um die Republik Österreich[6]
- 2018 Ehrenbürgerschaft der Stadt Leoben
- Wehrdienstmedaille in Silber